# Gille Micheil, 2. Earl of Fife
Gille Micheil, 2. Earl of Fife (auch Gillemichel Macduff) († vor Juli 1136) war ein schottischer Magnat.

## Leben
Die genaue Herkunft von Gille Micheil ist ungeklärt. 1128 bezeugte er als Gillemichel mac duf eine Urkunde von König David I., demnach gehörte er dem Clan MacDuff an und war mit Constantine, Earl of Fife verwandt. Möglicherweise war er ein Bruder, Neffe oder Cousin von Constantine. In einer königlichen Urkunde wird er 1128 als designierter Nachfolger von Constantine genannt, der kurz danach gestorben sein muss. In der Urkunde wird Gille Micheil nach den Mormaers als Zeuge benannt, so dass er einen hohen gesellschaftlichen Rang gehabt haben muss. In einer weiteren, um 1130 erstellten Urkunde von David I. wird er als Earl of Fife als erster Zeuge noch vor dem einflussreichen Hugh de Morville († 1162) genannt. Er starb jedoch bereits vor 1136.
Gille Micheil hatte einen Sohn, Aedh (auch Hugh Macduff). Gemäß dem Tanistry-System wurde jedoch Duncan Macduff, der vermutlich ein Cousin oder Neffe von ihm war, sein Nachfolger als Earl of Fife. Aedh dagegen wurde Stammvater der Lords of Abernethy.